# 西鉄50形電車
西鉄50形電車（にしてつ50けいでんしゃ）は、かつて西日本鉄道（西鉄）宮地岳線（現在の貝塚線）で使用されていた電車である。
西日本鉄道（西鉄）において「50形」の形式称号を付与された車両は、冒頭にて記述した通り大牟田線所属車両で1形式、3車種・宮地岳線所属車両で1形式2グループが存在し、計3グループが同時期に在籍した。本項では、これら3グループ存在した50形電車のうち、西鉄成立後に日本国有鉄道（国鉄）より払い下げを受けた車両を出自とするク50形55 - 63について記述する。

## 車歴

### 元国鉄の気動車改造車（ク55 - 58）
国鉄が非電化私鉄を買収した際に引き継いだ気動車を1944年11月に西鉄に譲渡したもので、それぞれ異なる私鉄事業者から引き継いだ車両であり形態も異なっている。いずれもエンジンを撤去し制御車（55のみ当初は付随車）として使用した。

#### サ55→ク55
1930年汽車会社東京支店製の北九州鉄道（現在の筑肥線）キハ96で、北九州鉄道の国有化後国鉄のキハ5020形キハ5026となった。入線当時は片ボギー車だったが、事故廃車となったク56の台車を転用してボギー車に改造された。側面窓配置は1D8D1（D=乗降用扉）。全長は10,900mmと他車に比べ小形であった。
1958年6月25日付で廃車となった。

#### ク56
1931年小島工業所製の新宮鉄道（現在の紀勢本線）キハ202で、新宮鉄道の国有化後はキハ40300形に編入され、キハ40302となった。側面窓配置は2D33D2で、両端に荷台が設置されていた。
1949年10月6日付で事故廃車となった。

#### ク57・58
1934年加藤車両製の中国鉄道キハニ160・キハニ161で、中国鉄道の国有化後も改番されることなく西鉄に譲渡された。側面窓配置は1D2D8D4。一端に荷台が設置されていた。
ク57は1963年にク53を鋼体化する際に同車に車籍を譲り、事実上は廃車となっている。ク58は1964年12月18日付で廃車となった。

### 元国鉄の木造電車（ク59 - 63）
この5両は1952年に国鉄から譲渡された木造電車で、もともと大正時代にデハ33500系・デハ63100系として製造された車両である。
ク59・60は1921年に鉄道省デハ33521・33527として製造され、モハ1046・1051に改番され、その後1936年から1938年にかけて鶴見臨港鉄道（現在の鶴見線）に払い下げられてモハ404・406→モハ316・318となり、1943年に鶴見臨港鉄道の国有化に伴い鉄道省に引き継がれ、番号を戻すことなく使用され譲渡された。ク61・62・63はそれぞれ国鉄のクハ6005・クハ17074・クハ17072の払い下げを受けたものである。
いずれも譲渡時点では側面3扉で前面に貫通扉を備えていたが、譲渡後に前面の非貫通化、側面の2扉化、窓の拡大など様々な改造が施され、各車ごとに異なる形態となっていった。
ク61・62は1957年5月8日付で廃車となり、残る3両は1961年から翌年にかけて鋼体化された。鋼体化後の車体はク51・52・54・57に準じるが、17m級車体なので15m級車体のク51・52・54・57に比べ側面窓が1枚多い。
鋼体化された3両はク51・52・54・57と同様、120形・300形・313形に代替され、以下の日付で廃車となっている。
- ク59：1980年10月7日付
- ク60：1979年2月23日付
- ク63：1979年9月14日付